# Mentiring I
Mentiring I is een bestuurslaag in het regentschap Kaur van de provincie Bengkulu, Indonesië. Mentiring I telt 400 inwoners (volkstelling 2010).